# Gellonia destituta
Gellonia destituta là một loài bướm đêm trong họ Geometridae.